# エアポートバス

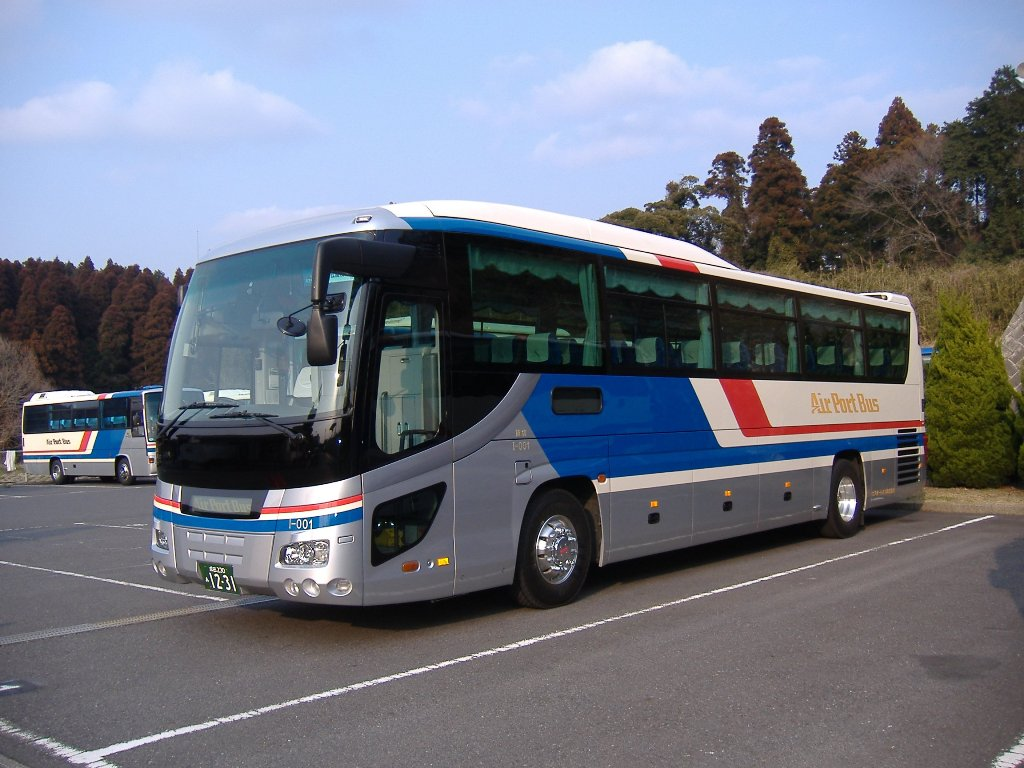
ガーラ、車庫にて許可を得て撮影

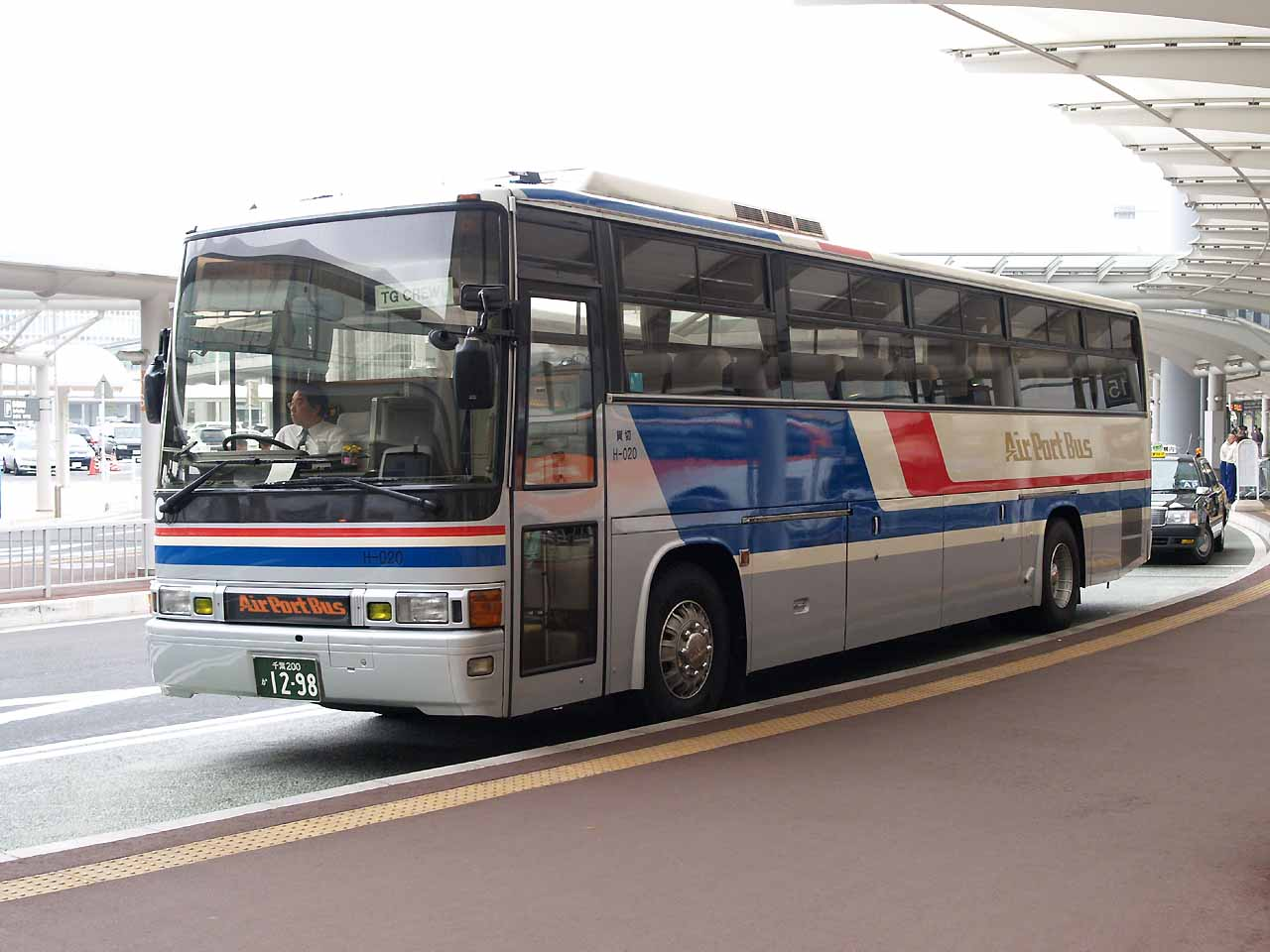
ブルーリボンRU、成田空港にて撮影（現在は廃車）

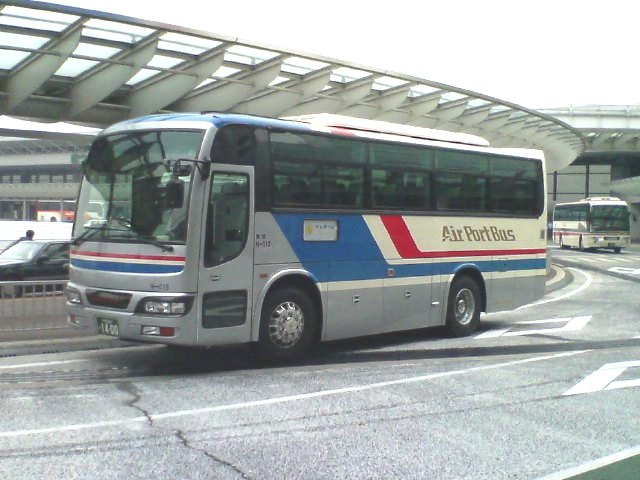
UD中型、トランク2本貫通型

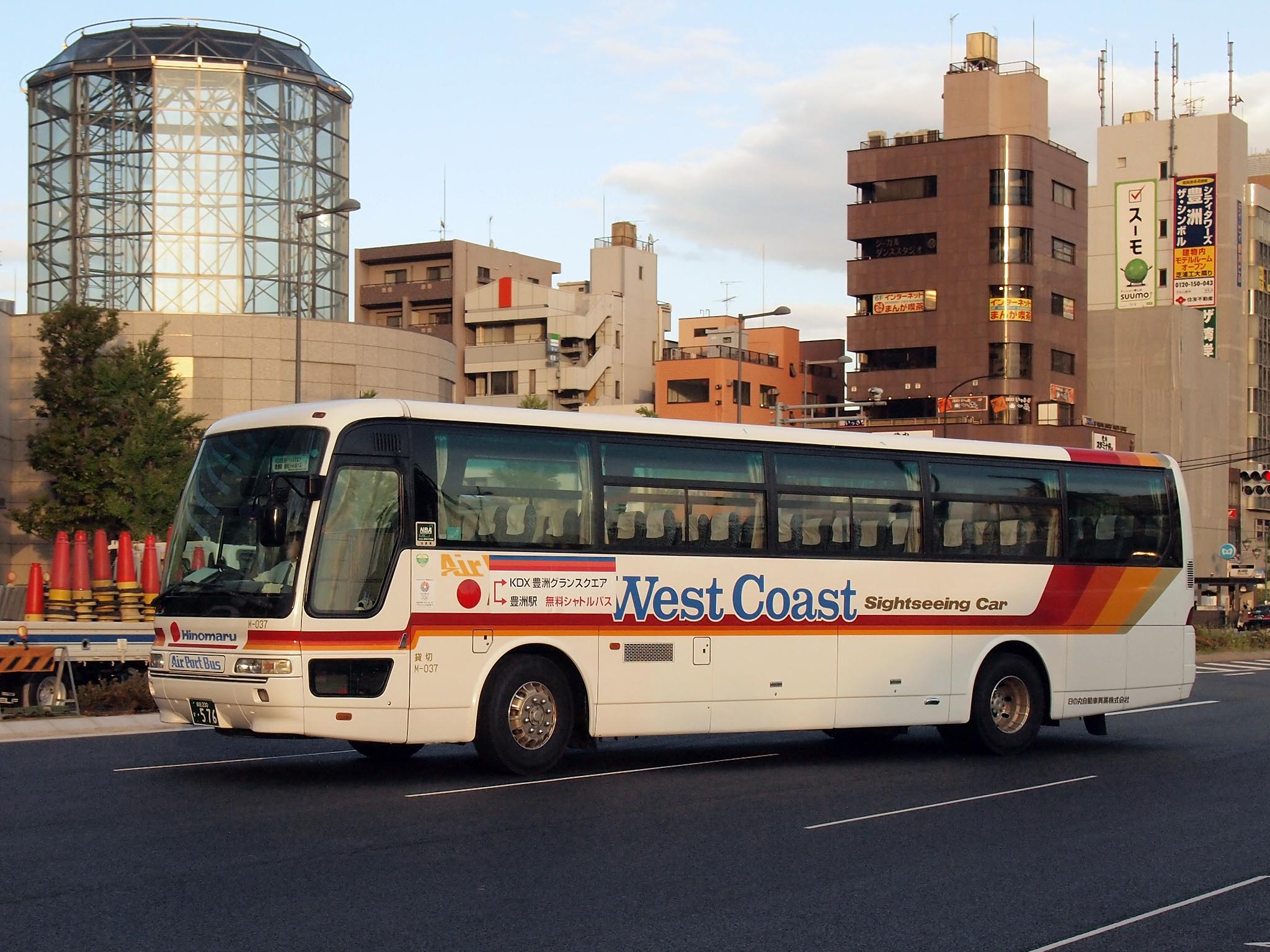
三菱ふそう・エアロバス「ウェストコースト」(M-037)

エアポートバスは、千葉県成田市小菅に事業所を置き、貸切、送迎バスなどの運行を行う日の丸自動車興業の事業部である。

## 沿革
- 1975年（昭和50年）2月：エアポートキャブ株式会社設立一般貸切（限定）旅客自動車運送事業開始
- 1978年（昭和53年）3月：成田空港開港と同時に航空会社の乗員輸送および、ホテル旅客の輸送を開始
- 1982年（昭和57年）5月：エアポートバス株式会社に社名変更
- 1991年（平成 3年）6月：一般貸切旅客自動車運送事業免許を取得
- 1991年（平成 3年）11月：新社屋完成と同時に現在地に移転
- 2008年（平成20年）4月：東京営業所を開設
- 2010年（平成22年）9月：東京営業所を閉鎖
- 2010年（平成22年）10月：日の丸自動車興業に事業譲渡、エアポートバス事業部となる

## 概要

### 送迎バス
アートホテル成田（旧・成田ビューホテル）
- 成田国際空港～ホテル、ならびにホテル～成田駅、イオンモール循環を請け負っている。循環バスはラッピングを施したブルーメタリックのシャトルバス専用車両によって運行されている。

クルー送迎
- 航空会社のクルー送迎を行っている。成田市街が主だが、航空会社の要望によっては東京都内への送迎も行っているようである。

### 貸切バス
主に大、中型によって運行されている、大型は直結式エアコンを装備して床下に大容量のトランクを備えた車両が中心で、大量の顧客とスーツケースが運べる事を売りにしている、中型も2バッケージのトランクや、古いモデルはそれに加えてリヤに扉を備えて室内に大型のトランクルームを設けている。トランクの容量が大きいために、夏季のキャンプ合宿やスポーツ合宿の送迎、音楽団などの大型楽器の積載などの需要がある。また、全車に無線機を搭載し、運行指令室が車両の走行状況や道路状況をキャッチし、航空機の発着にあわせた正確な運行を実現している。空港周辺ではアートホテルなどの婚礼の送迎でも時折走行している。方向幕は幕、LEDがあり、ホテル、航空会社、旅行会社などの名称が入っている。

### 使用車両
- 大型、中型ともに日野、日産ディーゼルが主に使われているが、近年はいすゞが導入されている。日の丸へ事業譲渡された後には「スーパーウェスト」（三菱ふそう・エアロクィーンMS8）および「ウェストコースト」（三菱ふそう・エアロバスMS8）が投入され、大型車は国産4メーカーが揃った。
- 前述のとおり貸切車両は、トランクの広さを考慮して導入されているようである。大型トランクの空港仕様が主力のため、自社購入の車両がほとんどで、移籍車両では東京空港交通から移籍の日野・ブルーリボンRUが数台導入されていたが、日の丸へ事業譲渡された後に除籍されている。
- 車体色は前部と下部が銀、側面上部と後部がクリーム色で、間に青・白・赤の帯が入る。この車体色は国際空港からの送迎バス、ということを念頭に置いた上で、1970年代のグレイハウンドバスを参考にしたものと言われている。本国とは一部の塗りわけに違いが見られる。
- 日の丸からの移籍車両は塗装の変更は無く、エアポートバスのロゴが追加されている。
- 事業譲渡に伴い、車体後部の下側の会社名が「日の丸自動車興業株式会社」に変更されている。